# Szahrijar Szafik
Szahrijar Szafik (pers. شهریار شفیق, ur. 15 marca 1945 w Kairze, zm. 7 grudnia 1979 w Paryżu) – książę irański, syn księżnej Aszraf Pahlawi – siostry ostatniego szacha Iranu Mohammada Rezy Pahlawiego – i Ahmada Szafika, egipskiego dyplomaty i urzędnika państwowego.
Szahrijar Szafik był kapitanem Cesarskiej Marynarki Wojennej Iranu. Po wymuszonej abdykacji szacha w wyniku irańskiej rewolucji islamskiej w 1979 roku jako jedyny członek dynastii Pahlawi pozostał w Iranie i walczył z islamskimi rewolucjonistami. W końcu został jednak zmuszony do ucieczki łodzią przez Zatokę Perską pod silnym ostrzałem.
Na wygnaniu dołączył do swojej rodziny w Paryżu i zaczął organizować irański ruch oporu. Wkrótce jednak został zamordowany przez islamskich fundamentalistów na terenie Francji.